# Tomohiro Hatta
Tomohiro Hatta (1986, Sapporo (Japón) es un pianista japonés.

## Biografía
Inició sus estudios musicales a los 5 años con el profesor M. Endo.
En 1997 fue alumno de N. Miyazawa en el Conservatorio de Sapporo. Durante este periodo, Tomohiro Hatta recibió varios premios en concursos internacionales, y en el Concurso Internacional de Piano Rudolf Firkušný en Praga. Durante esta misma época, fue invitado por la Orquesta Clásica de San Petersburgo para tocar el Concierto para piano n.º 3 de Beethoven.
Una vez instalado en París, en el 2005, Tomohiro Hatta prosigue con sus estudios musicales en la Escuela Normal de Música de Paris Alfred Cortot, con el profesor polaco Marian Rybicki. Obtuvo en este establecimiento el Diploma de Ejecución, con felicitaciones del jurado, y el Diploma Superior de Ejecución.
Un año más tarde, participó en el Concurso Internacional de Piano Su Alteza Real La Princesa Lalla Meryem, en el cual recibió varios premios (3.er lugar, Premio Especial de la Embajada francesa, Premio Especial de la Embajada Rusa, Premio Especial de la Delegación de Cultura Wilaya de Rabat Salé). En el mismo año fue el más joven semifinalista del Concurso Archivado el 5 de agosto de 2014 en Wayback Machine. de Música de la Ciudad de Porto (Portugal).
En los últimos años Tomohiro Hatta se ha producido varias veces en Francia (Conciertos de Animato - Sala de Conciertos Cortot; 25º Festival Chopin - Paris; Hotel de los Inválidos; Centro Cultural Franco-Japonés, 11ª Edición del Festival Carré d'As de Jóvenes Talentos...).
En agosto del 2009 grabó un disco con Christophe Boulier (violinista ganador del Concurso Long-Thibaud). Dos meses más tarde, Tomohiro Hatta pasó a semifinales del Concurso de Piano Long-Thibaud. Actualmente está terminando sus estudios musicales con el pianista francés Billy Eidi en el CRR de París.
- Datos: Q600492